# Chauliodes rastricornis
Chauliodes rastricornis är en insektsart som beskrevs av Jules Pièrre Rambur 1842. Chauliodes rastricornis ingår i släktet Chauliodes och familjen Corydalidae. Inga underarter finns listade i Catalogue of Life.